# Henning Carlsen
Henning Carlsen (Aalborg, 4 giugno 1927 – Copenaghen, 30 maggio 2014) è stato un regista e sceneggiatore danese.
Considerato uno dei principali registi del suo paese i suoi film sono stati scelti più volte a rappresentare la Danimarca agli Oscar.

## Filmografia parziale
- Dukkestuen (1950)
- Civilforsvaret (1950) documentario
- Cyklisten (1958) documentario cortometraggio
- Et knudeproblem (1959)
- Souvenirs from Sweden (1961) cortometraggio
- Dilemma (1962)
- Hvad med os? (1963)
- Kattorna (1965)
- Fame (Sult) (1966)
- Quando due corpi si incontrano una dolce musica... (Människor möts och ljuv musik uppstår i hjärtat) (1967)
- Klabautermannen (1969)
- Er I bange? (1971) documentario
- Man sku' være noget ved musikken (1972)
- Un divorce heureux (1975)
- Da Svante forsvandt (1975)
- Hør, var der ikke en som lo? (1978)
- Pengene eller livet (1982)
- La vita di Gauguin (Oviri) (1986)
- Pan (1995)
- I Wonder Who's Kissing You Now (1998)
- Springet (2005)
- Promis (2010) cortometraggio
- Memoria de mis putas tristes (2011)